# Hans Brockhage
Hans Brockhage (* 27. Februar 1925 in Schwarzenberg/Erzgeb.; † 18. Februar 2009 ebenda) war ein deutscher Formgestalter und Bildhauer.

## Leben und Werk

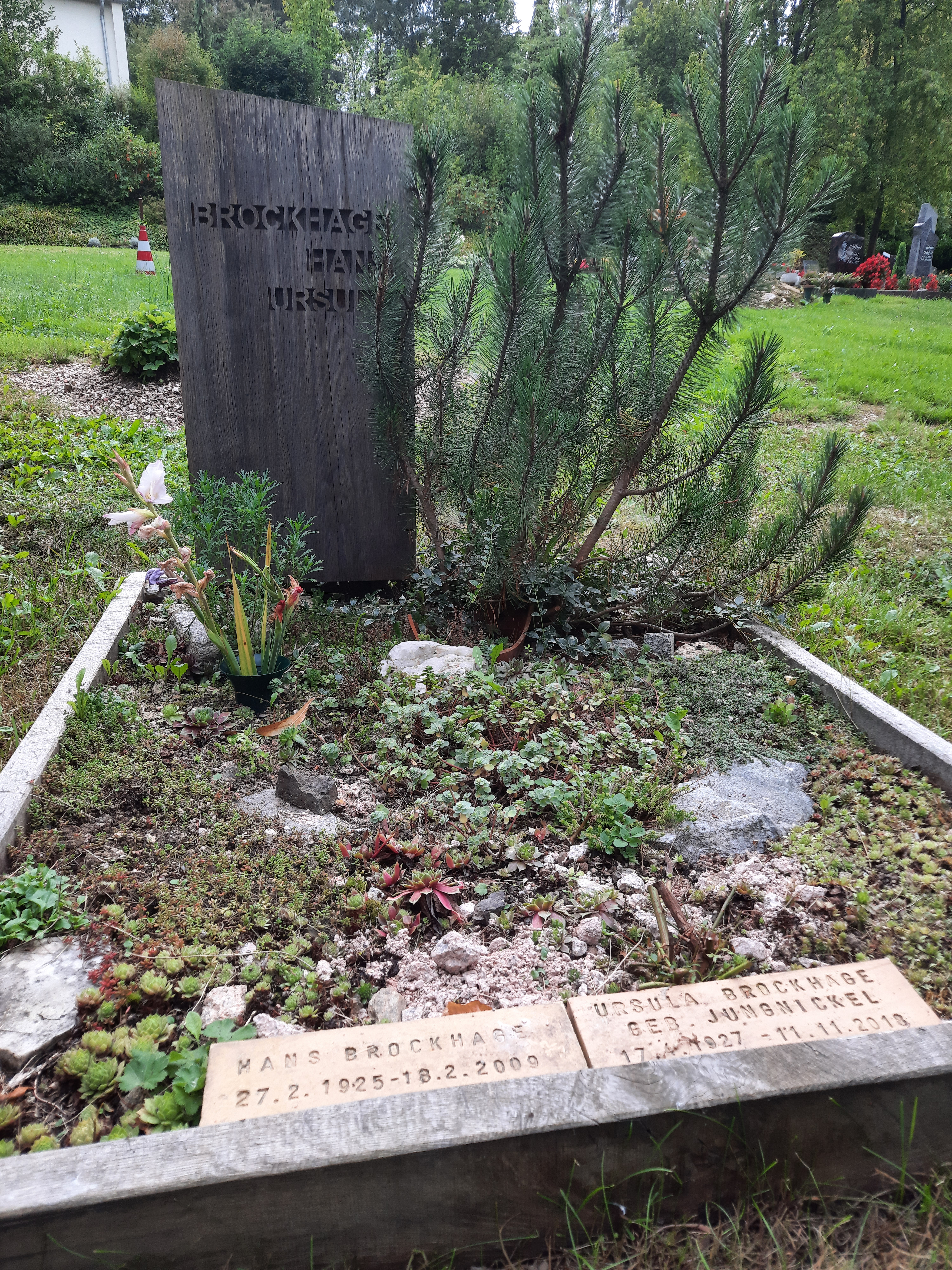
Grab auf dem Zentralfriedhof Schwarzenberg (2023)

Brockhage war der Sohn des Schwarzenberger Bankkassierers Rudolf Brockhage. Er wurde nach seinem Notabitur 1942 zum Kriegsdienst im Zweiten Weltkrieg herangezogen. 1944 wurde er schwer verwundet. 1945 begann er eine Lehre zum Holzbildhauer und Drechsler. Er studierte 1947 bis 1952 an der Hochschule für Bildende Künste Dresden (HfBK) bei Mart Stam und Theodor Artur Winde. Unter Stams Betreuung entstand 1950 der Schaukelwagen, ein Kindermöbel und Spielgerät, das 1957 eine Auszeichnung von „spiel gut“ in Ulm erhielt.
1949 wurde seine erste Tochter Anna Franziska geboren. Er war 1950/1951 an der HfBK Student im Seminar von Marianne Brandt. Beide verband lebenslang eine freundschaftliche und fachliche Beziehung. In seinem Geburtsort Schwarzenberg baute sich Brockhage 1955 eine eigene Werkstatt auf. Von da an war er freischaffend tätig. Er erhielt den in der DDR renommierten Titel Anerkannter Kunsthandwerker.
Nach einem längeren Aufenthalt in Kuba im Jahr 1965 entstand bis 1968 unter Mitarbeit des Architekten und Formgestalters Robert Lenz (Mitarbeiter im Atelier bei Le Corbusier) sein Wohnhaus in Schwarzenberg. In den Jahren 1967 bis 1977 war er als Dozent an der Hochschule für industrielle Formgestaltung Halle, Burg Giebichenstein in Halle tätig.
1968 begann Brockhage mit bauplastischen Arbeiten in Holz und Beton. 1971 hatte er seine erste Ausstellung im Grassi-Museum Leipzig mit der Textilkünstlerin Thea Reichardt. 1973 wurde er 1. Vorsitzender der Verkaufsgenossenschaft bildender Künstler in Karl-Marx-Stadt und war er Mitbegründer der Galerie Oben. 1977 wurde er zum Professor an die Fachschule für angewandte Kunst Schneeberg berufen.
Zwischen 1978 und 1989 ging er mehrfach auf Studienreisen nach Frankreich, bei denen er die Architektur von Le Corbusier am Dominikaner-Kloster Sainte-Marie de la Tourette in Eveux-sur-Arbresle/Lyon sowie der Wallfahrtskirche von Ronchamp studierte.
Ab 1979 waren für ihn als künstlerische Mitarbeiter unter anderem Jörg Beier, Andreas Schmidt, Hartmut Rademann und sein Sohn Peter Paul Brockhage tätig. 1985 begann Brockhage mit freifigürlichen Arbeiten und Montagen in Eichenholz, Beton und Bronze.
In den Jahren 1989–1991 arbeitete er an den Skulpturen für eine mehrjährige Ausstellung im Barockgarten Kloster Kamp. Seine Werke sind im In- und Ausland in Museen und öffentlichen Sammlungen, als Kunst am Bau und in Privatbesitz vertreten. Kurz vor seinem Tod übernahm Brockhage im Januar 2009 die Schirmherrschaft für den 3. Schwarzenberger Kunstpreis art-figura. Ab 2000 verfasste Brockhage auch mehrere Bücher.
2009 wurde seine monumentale Holzgestaltung Strandburg, die er für das Berliner Palast-Hotel geschaffen hatte, abgerissen und ihre Überreste auf dem Hof seines Schwarzenberger Ateliers abgekippt.

## Ehrungen (Auswahl)
- 1957: spiel gut der Stadt Ulm, für das Spielgerät Schaukelwagen
- 1958, 1963 und 1968: Kunstpreis bzw. Kulturpreis des Rates des Bezirks Karl-Marx-Stadt
- 1958 und 1976: Kunstpreis der DDR
- 1960: XII. Triennale di Milano
- 1960: Goldmedaille der Leipziger Messe
- 1976: Kunstpreis des FDGB (im Kollektiv mit Volker Beier, Clauss Dietel, Hellmut Humann und Carl-Heinz Westenburger)
- 1983: Nationalpreis der DDR III. Klasse für Kunst und Literatur („für seine beispielhaften Leistungen auf dem Gebiet der künstlerischen Holzgestaltung“)[4]
- 1985: Vaterländischer Verdienstorden in Bronze

## Fotografische Darstellung Brockhages
Christine Stephan-Brosch: Porträt Hans Brockhage (1973/1976)

## Museen und öffentliche Sammlungen mit Werken Brockhages (unvollständig)

### In Deutschland
- Berlin: Kunstsammlung des Deutschen Bundestags
- Chemnitz: Neue Sächsische Galerie

- Dessau: Bauhaus Museum
- Dresden: Kunstgewerbemuseum[6]
- Dresden: Museum für Sächsische Volkskunst[6]
- Dresden: Sächsischer Kunstfonds[6]
- Leipzig: Grassimuseum[7]
- Weil am Rhein: Vitra Design Museum[8]

### Im Ausland
- Budapest: Ludwig-Museum, Museum of Contemporary Art,

- London: Victoria und Albert Museum,

- New York: The Museum of Modern Art[9]
- Paris: Centre Pompidou

## Werke (Auswahl)

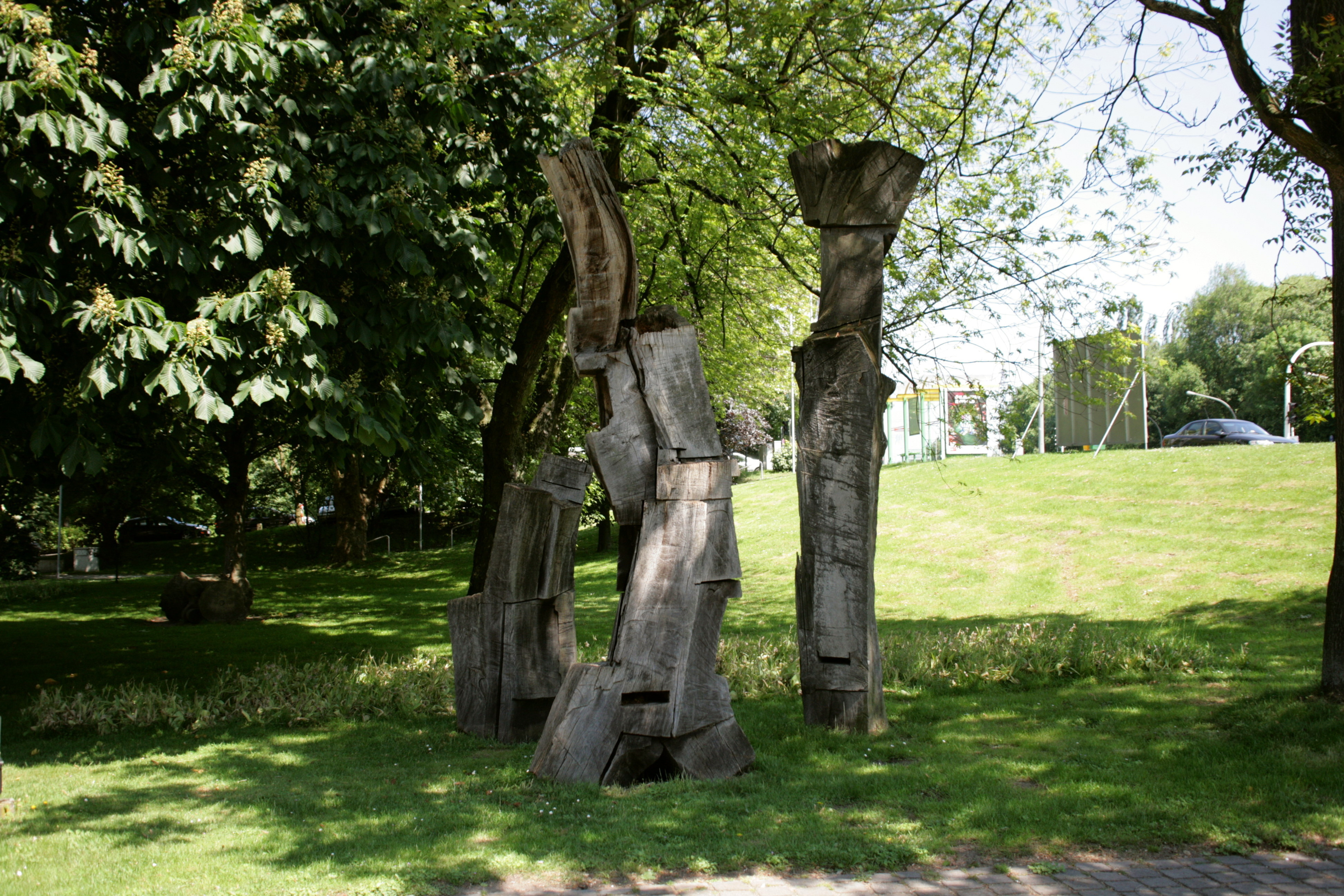
Aufbäumung von Hans Brockhage im Kaisergarten in Oberhausen

### Freie Arbeiten
- 1985: Ereignis, Eichenholz
- 1986: Jüngling zu Nain, Eichenholz
- 1986: Aufbäumung, Eichenholz, Höhe 5 m
- 1989: Poem des Tanzes, Eichenholz, Höhe 2,20 m
- 1989/1990: Er aber zog seine Straße fröhlich, Eichenholz, Höhe 2,85 m
- 1990: Mahnmal für das jüdische Mädchen Betty Reis, Eichenholz
- 1995: Vertikaler Einfall II, Eichenholz
- 2000: offering/Opferung, Eichenholz/Bronze
- 2001: Poem des Tanzes, Bronzeabgruß vom Holz
- 2002: Pforte, Eichenholz
- 2003: Zwischen, Eichenholz

### Standorte freier Arbeiten
- Max-Planck-Institut für Wissenschaftsgeschichte, Berlin
- Marianne-Brandt-Haus, Heinrich-Beck-Str.22, Chemnitz
- Neue Synagoge, Chemnitz
- Betty-Reis-Gesamtschule, Wassenbergen
- Schloss Oberhausen, Oberhausen (Ruhr) (Abriss 2019)
- Ludwig-Museum, Museum of Contemporary Art Budapest (Ungarn)

### Baugebundene Arbeiten
- 1968: Wandgestaltung im Vestibül und Raumteiler im Selbstbedienungsbüffet des Fichtelberghauses, Oberwiesenthal
- 1971: Sichtbeton (Form vom Holz), Karl-Marx-Stadt (Stadthalle Chemnitz)[10]
- 1979: Plastik Strandburg im Hotel, Palasthotel Berlin (Abriss 2000)
- 1982–1983: Altarwand (Betonstruktur) und Bauplastik (Kruzifix) in Mooreicheholz, Bonhoeffer-Gemeindezentrum Karl-Marx-Stadt
- 1984: Holzstele im Mehrzweckraum der Mensa der Ingenieurhochschule Mittweida
- 1988: „Schwemmholz“, Ferienheim Baabe
- 1989: Gestaltung der Gaststätte Almas in Irkutsk (Russland)
- 1989: „Balkenwerk“ Ferienheim Schöneck/Vogtland
- 1995: Wandgestaltung, Mensa der Bergakademie Freiberg, mit Clauss Dietel
- 2001: Bauplastische Arbeit, Hotel „Mercure Kongress“ Chemnitz

### Arbeiten als Formgestalter
- 1950: Hand- und Marionettenpuppen (Diplom-Arbeit)

### Buchpublikationen
- mit Reinhold Lindner: Marianne Brandt. „Hab ich je an Kunst gedacht“. Chemnitzer Verlag, 2001, ISBN 3-928678-63-9.
- Umgang mit Holz. Ursprung und Markierung. Eigenverlag, Schwarzenberg 2004, ISBN 3-00-014404-8.
- Schnitzkunst aus dem Glatzer Bergland, Adler- und Altvatergebirge. Eigenverlag, Schwarzenberg 2005, ISBN 3-00-017472-9.
- Signatur 2008. Eigenverlag, Schwarzenberg 2008, ISBN 978-3-937190-15-0.
- Paradies ist Sehnsucht. Mironde-Verlag, 2008, ISBN 978-3-937654-36-2.

## Ausstellungen (unvollständig)

### Einzelausstellungen
- 1973: Galerie Zecheta, Warschau; Galerie Oben, Karl-Marx-Stadt
- 1976: Art-Museum, Tampere/Finnland (mit Thea Reichardt)
- 1980: Galerie am Domhof, Zwickau (mit Michael Morgner)
- 1985: Galerie unter den Linden, Berlin (mit Gregor Kozik); Neuer deutscher Kunstverein, Berlin/West (mit Morgner, Ranft, Kozik, Teubner); Galerie Hohenluftchausee, Hamburg
- 1985: Holzsymposium Bermsgrün, mit Marielies Riebesel, Manfred Schindler, Gerhard Gampfer, Gunter Beier, Jörg Beier, Gerd Kaden
- 1986: „Durchblick II“, Ludwig-Institut für Kunst der DDR, Schloß Oberhausen; Ludwig Institut, Aachen
- 1989: centre d´culturelle, Belfort (Frankreich) (mit Gregor Kozik)
- 1989: Galerie Beethovenstraße, Düsseldorf (mit Michael Morgner)
- 1989/1990: Barockgarten Kloster Kamp-Lintfort, Kamp-Lintfort

#### Postum
- 2015/2016: Berlin, Deutscher Bundestag / Marie-Elisabeth-Lüders-Haus
- 2015/2016: Chemnitz, Neue Sächsische Galerie (Retrospektive)[11]
- 2024: Chemnitz, Neue Sächsische Galerie: ("Die gespaltene Generation")[12]
- 2025: Berlin, Galerie Gesellschaft, Auguststraße 83 („Gegebenes Fragment“; Skulpturen und Druckgrafik; anlässlich des 100. Geburtstags)

### Teilnahme an zentralen und wichtigen regionalen Ausstellungen in der DDR
- 1967 bis 1988: VI. Deutsche Kunstausstellung bis X. Kunstausstellung der DDR
- 1969: Leipzig, Messehaus am Markt („Kunst und Sport“)
- 1974 und 1978: Erfurt (I. und II. Quadriennale des Kunsthandwerks sozialistischer Länder)
- 1974, 1979 und 1985: Karl-Marx-Stadt, Bezirkskunstausstellungen
- 1980: Rostock, Kunsthalle Rostock („Der Klasse verbunden - Kunstpreisträger des FDGB stellen aus“)
- 1984/1985 Karl-Marx-Stadt, Städtisches Museum am Theaterplatz („Retrospektive 1945 – 1984. Bildende Kunst im Bezirk Karl-Marx-Stadt“)